# Ștefan Holban

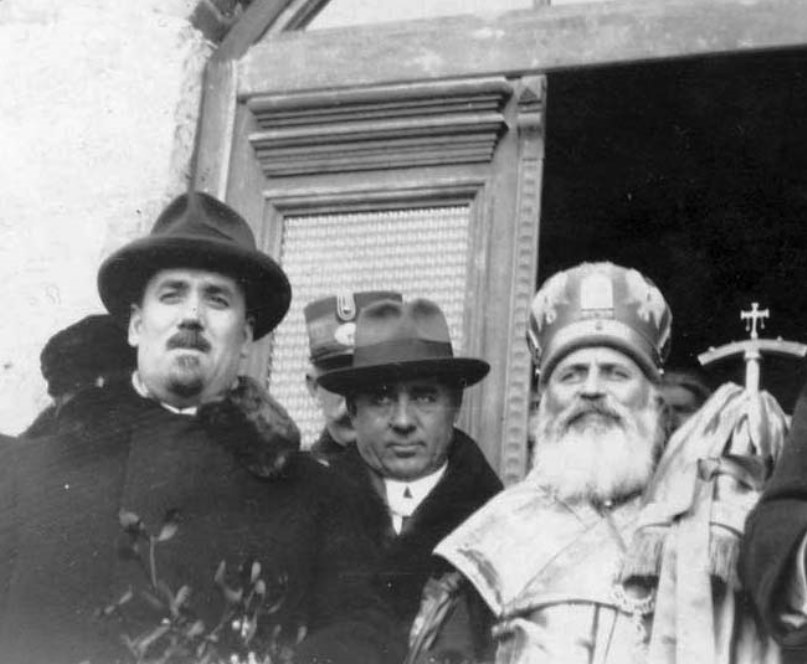
Ștefan Holban (centru), alături de Pan Halippa și mitropolitul Gurie Grosu, prezenți la un eveniment religios în Nisporeni, 1930.

Ștefan Holban (n. 15 mai 1869, Vaslui – d. 2 decembrie 1939, București) a fost un general și om politic român care a participat la acțiunea contra regimului bolșevic a lui Bela Kun în Ungaria din 1919. A fost membru în guvernul Take Ionescu și Ministrul Apărării Naționale (17 decembrie 1921 – 18 ianuarie 1922).

## Biografie
În 1889 absolvea Școala de Ofițeri de Cavalerie și între 1898-1900 urma studiile la Academia Militară.
La începutul primului război mondial avea gradul de colonel. În octombrie 1916 prelua comanda Diviziei 9 și a 19-a. În 1917 era avansat la gradul de general de brigadă.
În iunie 1918 era desemnat în funcția de comandant al Diviziei 6 care a trecut în Transilvania la sfârșitul anului 1918. În anul 1921, era avansat la gradul de general de divizie.
A fost tatăl importantei istorice Maria Holban.